# LR Водолея
LR Водолея (лат. LR Aquarii), HD 218238 — одиночная переменная звезда в созвездии Водолея на расстоянии приблизительно 3378 световых лет (около 1036 парсеков) от Солнца. Видимая звёздная величина звезды — от +9,3m до +8,7m.

## Характеристики
LR Водолея — красный гигант, пульсирующая медленная неправильная переменная звезда (LB) спектрального класса M3III:. Эффективная температура — около 3679 К.